# Chrioloba trinotata
Chrioloba trinotata là một loài bướm đêm trong họ Geometridae.